# زراعة بعلية
الزراعة البعلية أو الزراعة المطرية (بالإنجليزية: Rainfed agriculture)‏، هي أحد أنواع الزراعة، والتي تعتمد على مياه الأمطار بشكل أساسي، وذلك لتزويد المحاصيل باحتياجاتها المائية، بعكس الزراعة المروية التي تعتمد على المياه الجوفية، أو مياه الأنهار والمسطحات المائية في سقاية المزروعات. يتم الاعتماد على مياه الأمطار في سقي المزروعات عندما يكون معدل الهطولات المطرية أعلى من 500 ملم في السنة، ويرجح أن أصل التسمية من كون الإله بعل هو المسؤول عن هطول المطر، فنُسبت إليه. وكانت الزراعة البعلية سائدة أكثر ويتوافر نوعان من الزراعة البعلية، أولهما الزراعة البعلية الصيفية ويبدأ موعد زراعتها من شهر آذار حتى منتصف نيسان، والثاني الزراعة البعلية الشتوية وتبدأ من منتصف شهر أيلول حتى نهاية شهر تشرين الثاني.